# 雲南玉昆足球倶楽部
雲南玉昆足球倶楽部（漢音読み：うんなん-ぎょくこん-そっきゅうくらぶ、中国語：云南玉昆足球俱乐部）は、中華人民共和国雲南省玉渓市を本拠地とする、中国サッカー・スーパーリーグに加盟するプロサッカークラブ。

## 歴史
2021年7月31日、雲南玉昆鋼鉄足球倶楽部として設立された。
2023年3月21日、雲南玉昆足球倶楽部と改称し、中国サッカー・乙級リーグに参加、3位に終わったが補充枠での昇格が決定。
2024年シーズンより中国サッカー・甲級リーグに参加。甲級リーグにて1位となり、2025年シーズンより中国サッカー・スーパーリーグ昇格が決定した。